# Феофанія, яка малює смерть
«Феофанія, яка малює смерть» — спільний радянсько-американський художній фільм 1991 року. Історичний трилер режисера Володимир Аленікова.

## Сюжет
XI століття. Село, частина жителів якого — язичники, а частина — вже християни. Відносини між двома частинами громади не можна назвати спокійними. Староста села язичник Григорій який всіляко насміхається над священиком отцем Агафангелом, заявляє, що священик не чоловік, вимагає від нього вступити у близькі стосунки з жінками. З іншого боку, Агафангел намагається викривати язичницькі звичаї жителів села.
Влітку настає пора язичницького свята на славу Перуна, що супроводжується ігрищами і сексуальною оргією. В цей час парафіяни збираються в церкві. Одна з мешканок села, Анна, відмовляється брати участь в плотських втіхах, і наступного дня її знаходять в лісі мертву. Дівчина згвалтована, на її тілі сліди укусів. Жителі села вирішують, що винуватець смерті дівчини — перевертень. Сільська знахарка Феофанія, яка з одного боку, успішно готує тіло до поховання, приховуючи рани (що викликає у жителів села підозру в чаклунстві), з іншого боку — за допомогою обрядів намагається дізнатися, що ж сталося вночі. Григорій же вирішує, що пришестя перевертня пов'язано з тим, що священик розлютив Перуна, і перешкоджає тому, щоб Анну поховали за християнським обрядом.
Наступною жертвою вбивці стає Людмила, родичка Григорія. Григорій просить Феофанію підготувати тіло до поховання, при цьому щоб вона не покращувала її зовнішність. Однак Феофанія не прислуховується до поради старости. В результаті отець Агафангел звинувачує знахарку в чаклунстві і вимагає розправи над нею. Син Феофанії Нестор знаходить на місці вбивства оберіг, який, швидше за все, належить вбивці. Знахарка просить у старости допомоги, при цьому показуючи йому оберіг. Староста залишається безмовний — тоді Феофанія розуміє, що староста і є вбивця. Заради порятунку своєї шкури Григорій встає на сторону священика і погоджується з тим, що Феофанію потрібно спалити. Натовп підпалює хату Феофанії. Однак Нестору вдається допомогти матері вибратися через таємний лаз.
Нестор показує Григорію оберіг, який староста намагається відібрати у хлопчика. У гонитві за Нестором Григорій приходить до лісу, де зустрічає живу Феофанію. Від несподіванки він падає у вовчу яму і гине, пронизаний колом. Феофанія і Нестор йдуть з селища.

## У ролях
- Тамара Тана — Феофанія
- Микола Кочегаров — отець Агафангел
- Джордж Сігал — Григорій
- Віктор Репніков — Нестор
- Наталія Силантьєва — Людмила
- Микола Добринін — Авдей
- Жанна Токарська — Олена
- Зоя Кайдановська — Настя, дочка Григорія
- Тетяна Новик — Анна
- Тетяна Кузнецова — божевільна жінка
- Михайло Чигарьов — батько Анни
- Раїса Недашківська — мати Феофанії
- Валерій Долженков — батько Феофанії
- Тетяна Захарова — Єфросинія
- Ганна Терехова — Апраксія
- Ігор Косухін — селянин

## Знімальна група
- Режисер-постановник та продюсер: Володимир Аленіков
- Сценаристи: Володимир Аленіков, Юрій Перов, Кетрін Мартін
- Оператор-постановник: Анатолій Гришко
- Композитор — Тамара Кляйн
- Художники-постановники: Валентин Коновалов, Леонід Розсоха